# Chaetura vauxi
Chaetura vauxi là một loài chim trong họ Apodidae.